# Пан, Лы Хван
Лы Хван Пан (англ. Ly Khvan Pan) — камбоджийский политик, министр юстиции Камбоджи (Кхмерской Республики) в период с 1974 по 1975 год.